# Coordenadas biesféricas

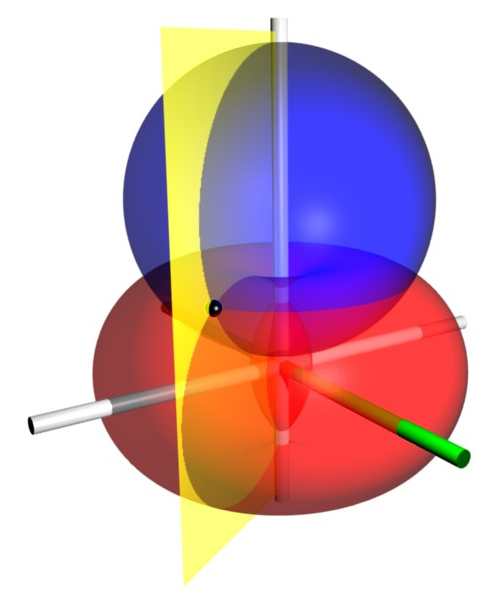
Ilustración de un sistema de coordenadas biesféricas, que se obtienen al rotar un sistema de coordenadas bipolares bidimensional sobre el eje que une sus dos focos. Los focos están ubicados a una distancia de 1 del eje vertical z. El toro rojo que se autointerseca es la isosuperficie σ=45°, la esfera azul es la isosuperficie τ=0.5 y el semiplano amarillo es la isosuperficie φ=60°. El semiplano verde marca el plano x-z, desde el cual se mide φ. El punto negro está ubicado en la intersección de las isosuperficies roja, azul y amarilla, en coordenadas cartesianas aproximadamente de (0.841, -1.456, 1.239)

Las coordenadas biesféricas son un sistema de referencia tridimensional ortogonal que resulta de rotar un sistema de coordenadas bipolares bidimensional sobre el eje que conecta sus dos focos. Por lo tanto, los dos focos {\displaystyle F_{1}} y {\displaystyle F_{2}} en coordenadas bipolares siguen siendo puntos (en el eje {\displaystyle z}, el eje de rotación) en el sistema de coordenadas biesféricas.

## Definición
La definición más común de las coordenadas biesféricas {\displaystyle (\tau ,\sigma ,\phi )} es
{\displaystyle {\begin{aligned}x&=a\ {\frac {\sin \sigma }{\cosh \tau -\cos \sigma }}\cos \phi ,\\y&=a\ {\frac {\sin \sigma }{\cosh \tau -\cos \sigma }}\sin \phi ,\\z&=a\ {\frac {\sinh \tau }{\cosh \tau -\cos \sigma }},\end{aligned}}}
donde la coordenada {\displaystyle \sigma } de un punto {\displaystyle P} es igual al ángulo {\displaystyle F_{1}PF_{2}} y la coordenada {\displaystyle \tau } es igual al logaritmo de la relación de las distancias {\displaystyle d_{1}} y {\displaystyle d_{2}} a los dos focos
{\displaystyle \tau =\ln {\frac {d_{1}}{d_{2}}}}
Los rangos de coordenadas son -∞ < {\displaystyle \tau } < ∞, 0 ≤ {\displaystyle \sigma } ≤ {\displaystyle \pi } y 0 ≤ {\displaystyle \phi } ≤ 2{\displaystyle \pi }.

### Superficies coordenadas
Las superficies de {\displaystyle \sigma } constante corresponden a toros de diferentes radios que se intersecan
{\displaystyle z^{2}+\left({\sqrt {x^{2}+y^{2}}}-a\cot \sigma \right)^{2}={\frac {a^{2}}{\sin ^{2}\sigma }}}
que pasan todos por los focos pero no son concéntricos. Las superficies de {\displaystyle \tau } constante son esferas de diferentes radios
```
que no se intersecan
```

{\displaystyle \left(x^{2}+y^{2}\right)+\left(z-a\coth \tau \right)^{2}={\frac {a^{2}}{\sinh ^{2}\tau }}}
que rodean a los focos. Los centros de las esferas de {\displaystyle \tau } constante se encuentran en el eje {\displaystyle z}, mientras que los toros de {\displaystyle \sigma } constante están centrados en el plano {\displaystyle xy}.

### Fórmulas inversas
Las fórmulas para la transformación inversa son:
{\displaystyle {\begin{aligned}\sigma &=\arccos \left({\dfrac {R^{2}-a^{2}}{Q}}\right),\\\tau &=\operatorname {arsinh} \left({\dfrac {2az}{Q}}\right),\\\phi &=\arctan \left({\dfrac {y}{x}}\right),\end{aligned}}}
donde {\textstyle R={\sqrt {x^{2}+y^{2}+z^{2}}}} y {\textstyle Q={\sqrt {\left(R^{2}+a^{2}\right)^{2}-\left(2az\right)^{2}}}.}

### Factores de escala
Los factores de escala para las coordenadas biesféricas {\displaystyle \sigma } y {\displaystyle \tau } son iguales entre sí
{\displaystyle h_{\sigma }=h_{\tau }={\frac {a}{\cosh \tau -\cos \sigma }}}
mientras que el factor de escala azimutal es igual a
{\displaystyle h_{\phi }={\frac {a\sin \sigma }{\cosh \tau -\cos \sigma }}}
Por lo tanto, el elemento de volumen infinitesimal es igual a
{\displaystyle dV={\frac {a^{3}\sin \sigma }{\left(\cosh \tau -\cos \sigma \right)^{3}}}\,d\sigma \,d\tau \,d\phi }
y el laplaciano viene dado por
{\displaystyle {\begin{aligned}\nabla ^{2}\Phi ={\frac {\left(\cosh \tau -\cos \sigma \right)^{3}}{a^{2}\sin \sigma }}&\left[{\frac {\partial }{\partial \sigma }}\left({\frac {\sin \sigma }{\cosh \tau -\cos \sigma }}{\frac {\partial \Phi }{\partial \sigma }}\right)\right.\\[8pt]&{}\quad +\left.\sin \sigma {\frac {\partial }{\partial \tau }}\left({\frac {1}{\cosh \tau -\cos \sigma }}{\frac {\partial \Phi }{\partial \tau }}\right)+{\frac {1}{\sin \sigma \left(\cosh \tau -\cos \sigma \right)}}{\frac {\partial ^{2}\Phi }{\partial \phi ^{2}}}\right]\end{aligned}}}
Otros operadores diferenciales como {\displaystyle \nabla \cdot \mathbf {F} } y {\displaystyle \nabla \times \mathbf {F} } se pueden expresar en las coordenadas {\displaystyle (\sigma ,\tau )} sustituyendo los factores de escala en las fórmulas generales que se encuentran en el artículo dedicado a las coordenadas ortogonales.

## Aplicaciones
Las aplicaciones clásicas de las coordenadas biesféricas son la resolución de ecuaciones en derivadas parciales, como por ejemplo, la ecuación de Laplace, para la que las coordenadas biesféricas permiten emplear el método de separación de variables. Sin embargo, la ecuación de Helmholtz no es separable en coordenadas biesféricas. Un ejemplo típico sería el campo eléctrico que rodea dos esferas conductoras de radios diferentes.